# Ramón Ruiz (político argentino)
Ramón Ruiz (1940-Buenos Aires, 20 de septiembre de 2010) fue un abogado y político argentino del Partido Justicialista (PJ), que se desempeñó como diputado nacional por la provincia de Buenos Aires desde 2007 hasta su fallecimiento. Entre 2005 y 2008 fue interventor judicial del PJ nacional.

## Biografía
Nació en 1940. Trabajó en la Dirección de Abastecimiento de la Municipalidad de la Ciudad de Buenos Aires durante la intendencia de José Embrioni. Durante el gobierno de Carlos Saúl Menem, se desempeñó como subsecretario de Turismo de la Nación desde 1990 hasta 1996. Luego fue funcionario de la Secretaría de Inteligencia del Estado en la embajada argentina en España. También se desempeñó como abogado del Sindicato Unido Petroleros e Hidrocarburíferos (SUPEH).
Fue interventor judicial del Partido Justicialista (PJ) de la provincia de Corrientes y, entre 2004 y 2005, del PJ de la ciudad de Buenos Aires. En septiembre de 2005, fue designado interventor judicial del Partido Justicialista nacional, que se encontraba acéfalo, por la jueza federal con competencia electoral María Romilda Servini de Cubría, con quien tenía una larga amistad. Se encargó de la normalización del mismo y fue sucedido por Néstor Kirchner en 2008 como presidente tras elecciones internas.
En las elecciones legislativas de 2007, fue elegido diputado nacional por la provincia de Buenos Aires en la lista del Frente para la Victoria. Fue vicepresidente primero de la comisión de Transportes y vocal en las comisiones de Energía y Combustibles, de Juicio Político, de Seguridad Interior y de Análisis y seguimiento de las normas tributarias y previsionales.
Falleció en septiembre de 2010, producto de un cáncer de pulmón. Llevaba un tiempo internado, impidiéndole asistir a las sesiones de la Cámara de Diputados. Su mandato fue completado por Gustavo Alberto Duto. Sus restos fueron velados en el Salón de Pasos Perdidos del Palacio del Congreso de la Nación Argentina.